# Гандольфи, Пьетро
Пьетро Гандольфи (итал. Pietro Gandolfi, род. 21 апреля 1987, Парма, Италия) — итальянский автогонщик.

## Карьера
Гоночная карьера Гандольфи началась в возрасти тринадцати лет, до этого участвуя в картинге с четырёх лет. В 2004 году стал инструктором в автошколе Генри Моррога в Перудже, примерно в это время начал управлять Formula Renault 1600.
В 2006 Гандольфи провёл пять гонок в итальянской Формуле-Рено. Следующий год он провёл в аналогичной швейцарской серии, заняв 21-е место по итогам чемпионата. Он остался в той же серии на 2007 год, где опустился на 26 место в общем зачёте.
В 2009 году Гандольфи перешёл в возрождённую серию ФИА Формула-2, где выступал под номером 9 и занял 27 место без очков. С тех пор он не участвовал в гонках.

## Гоночная карьера

### Гоночная карьера
| Сезон | Серия                      | Команда           | Гонки | Поулы | Победы | Очки | Место |
| ----- | -------------------------- | ----------------- | ----- | ----- | ------ | ---- | ----- |
| 2006  | Формула-Рено 2.0 Италия    | BVM Minardi       | 5     | 0     | 0      | 0    | НКЛ   |
| 2007  | Формула-Рено 2.0 Швейцария | Emmebi Motorsport | 12    | 0     | 0      | 12   | 21    |
| 2008  | Формула-Рено 2.0 Швейцария | Emmebi Motorsport | 11    | 0     | 0      | 6    | 26    |
| 2009  | ФИА Формула-2              | MotorSport Vision | 16    | 0     | 0      | 0    | 27    |

### Результаты выступлений в Формуле-2
| Легенда к таблице |                                                                    |
| --- | ------------------------------------------------------------------ |
| В таблице перечислены результаты всех гонок, в которых принимал участие гонщик. Строками таблицы являются сезоны, столбцами — этапы соревнований. В каждой клетке указаны сокращённое название этапа и результат, дополнительно обозначенный цветом. Расшифровка обозначений и цветов представлена в нижеследующей таблице. |                                                                    |
| \| Пример \| Описание \| \| ------------ \| ------------------------------------------------------------------ \| \| 1 \| Победитель \| \| 2 \| Второе место \| \| 3 \| Третье место \| \| 5 \| Финишировал, заработав очки \| \| Сход \| Не финишировал, но при этом заработал очки \| \| 12 \| Финишировал, не получив очков \| \| НКЛ \| Финишировал, но не попал в финальную классификацию \| \| 15 \| Участвовал вне зачёта, либо по отдельной классификации \| \| 18 \| Не финишировал, но попал в финальную классификацию \| \| Сход \| Не финишировал \| \| НКВ \| Не прошёл квалификацию \| \| НПКВ \| Не прошёл предквалификацию \| \| ДСК \| Дисквалифицирован \| \| ИСК \| Исключён из протокола соревнований \| \| ТТ \| Заявлен для участия только в тренировках \| \| НС \| Участвовал в квалификации, но не стартовал в гонке \| \| Т \| Травмирован или болен \| \| ОТК \| Отказ от участия \| \| НТР \| Прибыл на соревнования, но на трассу не выезжал \| \| НПР \| Был заявлен в числе участников, но не прибыл к началу соревнований \| \| О \| Соревнования отменены \| \| \| Не участвовал \| \| Поул-позиция \| \| \| Быстрый круг \| \| |                                                                    |
| Пример | Описание                                                           |
| 1 | Победитель                                                         |
| 2 | Второе место                                                       |
| 3 | Третье место                                                       |
| 5 | Финишировал, заработав очки                                        |
| Сход | Не финишировал, но при этом заработал очки                         |
| 12 | Финишировал, не получив очков                                      |
| НКЛ | Финишировал, но не попал в финальную классификацию                 |
| 15 | Участвовал вне зачёта, либо по отдельной классификации             |
| 18 | Не финишировал, но попал в финальную классификацию                 |
| Сход | Не финишировал                                                     |
| НКВ | Не прошёл квалификацию                                             |
| НПКВ | Не прошёл предквалификацию                                         |
| ДСК | Дисквалифицирован                                                  |
| ИСК | Исключён из протокола соревнований                                 |
| ТТ | Заявлен для участия только в тренировках                           |
| НС | Участвовал в квалификации, но не стартовал в гонке                 |
| Т | Травмирован или болен                                              |
| ОТК | Отказ от участия                                                   |
| НТР | Прибыл на соревнования, но на трассу не выезжал                    |
| НПР | Был заявлен в числе участников, но не прибыл к началу соревнований |
| О | Соревнования отменены                                              |
| | Не участвовал                                                      |
| Поул-позиция |                                                                    |
| Быстрый круг |                                                                    |

| Год  | № | 1        | 2        | 3          | 4          | 5        | 6        | 7        | 8          | 9          | 10       | 11        | 12       | 13         | 14         | 15         | 16       | Место | Очки |
| ---- | - | -------- | -------- | ---------- | ---------- | -------- | -------- | -------- | ---------- | ---------- | -------- | --------- | -------- | ---------- | ---------- | ---------- | -------- | ----- | ---- |
| 2009 | 9 | ВАЛ 1 20 | ВАЛ 2 22 | БРН 1 Сход | БРН 2 Сход | СПА 1 14 | СПА 2 17 | БРХ 1 18 | БРХ 2 Сход | ДОН 1 Сход | ДОН 2 15 | ОШЕ 1 НКЛ | ОШЕ 2 22 | ИМО 1 Сход | ИМО 2 Сход | КАТ 1 Сход | КАТ 2 20 | 27    | 0    |